# 格奥尔格·克里斯托弗·瓦根塞尔
格奥尔格·克里斯托弗·瓦根塞尔（德語：Georg Christoph Wagenseil，1715年1月29日—1777年3月1日），奥地利作曲家。他是约翰·富克斯最喜欢的学生，并继任他成为维也纳宫廷作曲家。他的作品是早期古典主义风格的典范，对海顿和莫扎特都有一定影响，为维也纳古典乐派的辉煌成就打下了基础。